# Gare des Cabannes
La gare des Cabannes est une gare ferroviaire française de la ligne de Portet-Saint-Simon à Puigcerda (frontière), située sur le territoire de la commune des Cabannes, dans le département de l'Ariège en région Occitanie. 
Elle est mise en service en 1888 par la Compagnie des chemins de fer du Midi et du Canal latéral à la Garonne. C'est une halte ferroviaire de la Société nationale des chemins de fer français (SNCF) desservie, par des trains grandes lignes qui circulent sur l'axe transpyrénéen oriental qui permet une relation de Paris à Barcelone (avec un changement de train à la frontière) en traversant la chaîne des Pyrénées et par des trains régionaux TER Occitanie.

## Situation ferroviaire
Établie à 535 m d'altitude, la gare des Cabannes est située au point kilométrique (PK) 108,520 de la ligne de Portet-Saint-Simon à Puigcerda (frontière), entre les gares ouvertes de Tarascon-sur-Ariège et de Luzenac - Garanou.
La gare dépend de la région ferroviaire de Toulouse. Elle est équipée d'un quai, le quai 1, qui dispose d'une longueur utile de 220 m pour la voie 1.

## Histoire
La gare des Cabannes est mise en service le 22 avril 1888 par la Compagnie des chemins de fer du Midi et du Canal latéral à la Garonne lorsqu'elle ouvre la section de Tarascon à Ax les Thermes.
En 1916 le Conseil général du département de l'Ariège est consulté sur le problème posé par l'ouverture d'une mine de fer dans les coteaux de Lassur. Sa production, de 100 tonnes de minerai par jour traités dans les hauts-fourneaux de Tarascon, est chargée dans la gare après avoir emprunté sur quatre kilomètres la route nationale 20 qui subit de ce fait une forte dégradation.
En 2014, selon les estimations de la SNCF, la fréquentation annuelle de la gare était de 6 975 voyageurs.

## Fréquentation
De 2015 à 2023, selon les estimations de la SNCF, la fréquentation annuelle de la gare s'élève aux nombres indiqués dans le tableau ci-dessous :
| Année           | 2015  | 2016  | 2017  | 2018  | 2019  | 2020  | 2021  | 2022   | 2023   |
| --------------- | ----- | ----- | ----- | ----- | ----- | ----- | ----- | ------ | ------ |
| Voyageurs seuls | 6 548 | 6 100 | 7 084 | 6 572 | 7 119 | 2 726 | 7 403 | 10 768 | 12 426 |

## Service des voyageurs

### Accueil
Halte SNCF, c'est un point d'arrêt non géré (PANG) à accès libre.

### Desserte
Les Cabannes est desservie par des trains TER Occitanie, qui effectuent des missions entre les gares de Toulouse-Matabiau et de Latour-de-Carol - Enveitgainsi que par l'Intercités de Nuit quotidien reliant Paris-Austerlitz à Latour-de-Carol-Enveitg et vice-versa. 

### Intermodalité
Un parc pour les vélos et un parking pour les véhicules sont aménagés.